# 皇家阿爾伯特碼頭 (利物浦)
皇家阿爾伯特碼頭，2018年獲皇家特許狀前稱阿爾伯特碼頭（Albert Dock），是位於英國英格蘭利物浦的一處碼頭和倉庫建築群。碼頭開業於1846年，建築過程中未使用木材，因此是世界上第一個不燃的倉庫建築 。二戰期間，碼頭變為海軍基地。1972年，碼頭被廢棄。1981年，碼頭開始重建，並在1984年正式開始重新開業。現在阿爾伯特碼頭是利物浦重要的觀光景點，也是英國除了倫敦之外遊客數最多的景點。

## 外部連結
- 官方网站